# Xenochrophis
Xenochrophis es un género de serpientes de la familia Colubridae. Sus especies se distribuyen por Asia (sudeste de Asia Central y región indomalaya) y la Wallacea.

## Especies
Se reconocen las siguientes:
- Xenochrophis asperrimus (Boulenger, 1891)
- Xenochrophis bellula (Stoliczka, 1871)
- Xenochrophis cerasogaster (Cantor, 1839)
- Xenochrophis flavipunctatus (Hallowell, 1860)
- Xenochrophis maculatus (Edeling, 1864)
- Xenochrophis melanzostus (Gravenhorst, 1807)
- Xenochrophis piscator (Schneider, 1799)
- Xenochrophis punctulatus (Günther, 1858)
- Xenochrophis sanctijohannis (Boulenger, 1890)
- Xenochrophis schnurrenbergeri Kramer, 1977
- Xenochrophis trianguligerus (Boie, 1827)
- Xenochrophis tytleri (Blyth, 1863)
- Xenochrophis vittatus (Linnaeus, 1758)